# Grand Prix Australii 2018
Grand Prix Australii 2018, oficjalnie Formula 1 2018 Rolex Australian Grand Prix – pierwsza runda Mistrzostw Świata Formuły 1 w sezonie 2018. Grand Prix odbyło się w dniach 23–25 marca 2018 roku na torze Melbourne Grand Prix Circuit w Melbourne.

## Lista startowa
| Nr          | Kierowca          | Zespół                           | Samochód                      | Silnik                 | Opony |
| ----------- | ----------------- | -------------------------------- | ----------------------------- | ---------------------- | ----- |
| 2           | Stoffel Vandoorne | McLaren F1 Team                  | McLaren MCL33                 | Renault R.E.18         | P     |
| 3           | Daniel Ricciardo  | Aston Martin Red Bull Racing     | Red Bull RB14                 | TAG Heuer              | P     |
| 5           | Sebastian Vettel  | Scuderia Ferrari                 | Ferrari SF71H                 | Ferrari 062 EVO        | P     |
| 7           | Kimi Räikkönen    | Scuderia Ferrari                 | Ferrari SF71H                 | Ferrari 062 EVO        | P     |
| 8           | Romain Grosjean   | Haas F1 Team                     | Haas VF-18                    | Ferrari 062 EVO        | P     |
| 9           | Marcus Ericsson   | Alfa Romeo Sauber F1 Team        | Sauber C37                    | Ferrari 062 EVO        | P     |
| 10          | Pierre Gasly      | Red Bull Toro Rosso Honda        | Toro Rosso STR13              | Honda RA618H           | P     |
| 11          | Sergio Pérez      | Sahara Force India F1 Team       | Force India VJM11             | Mercedes M09 EQ Power+ | P     |
| 14          | Fernando Alonso   | McLaren F1 Team                  | McLaren MCL33                 | Renault R.E.18         | P     |
| 16          | Charles Leclerc   | Alfa Romeo Sauber F1 Team        | Sauber C37                    | Ferrari 062 EVO        | P     |
| 18          | Lance Stroll      | Williams Martini Racing          | Williams FW41                 | Mercedes M09 EQ Power+ | P     |
| 20          | Kevin Magnussen   | Haas F1 Team                     | Haas VF-18                    | Ferrari 062 EVO        | P     |
| 27          | Nico Hülkenberg   | Renault Sport Formula One Team   | Renault R.S.18                | Renault R.E.18         | P     |
| 28          | Brendon Hartley   | Red Bull Toro Rosso Honda        | Toro Rosso STR13              | Honda RA618H           | P     |
| 31          | Esteban Ocon      | Sahara Force India F1 Team       | Force India VJM11             | Mercedes M09 EQ Power+ | P     |
| 33          | Max Verstappen    | Aston Martin Red Bull Racing     | Red Bull RB14                 | TAG Heuer              | P     |
| 35          | Siergiej Sirotkin | Williams Martini Racing          | Williams FW41                 | Mercedes M09 EQ Power+ | P     |
| 44          | Lewis Hamilton    | Mercedes AMG Petronas Motorsport | Mercedes AMG F1 W09 EQ Power+ | Mercedes M09 EQ Power+ | P     |
| 55          | Carlos Sainz Jr.  | Renault Sport Formula One Team   | Renault R.S.18                | Renault R.E.18         | P     |
| 77          | Valtteri Bottas   | Mercedes AMG Petronas Motorsport | Mercedes AMG F1 W09 EQ Power+ | Mercedes M09 EQ Power+ | P     |
| Źródło: FIA |                   |                                  |                               |                        |       |

## Wyniki

### Zwycięzcy sesji treningowych
| Sesja       | Nr | Kierowca         | Konstruktor | Czas     | Okr. |
| ----------- | -- | ---------------- | ----------- | -------- | ---- |
| 1           | 44 | Lewis Hamilton   | Mercedes    | 1:24,026 | 27   |
| 2           | 44 | Lewis Hamilton   | Mercedes    | 1:23,931 | 35   |
| 3           | 5  | Sebastian Vettel | Ferrari     | 1:26,067 | 15   |
| Źródło: FIA |    |                  |             |          |      |

### Kwalifikacje
| P                    | Nr | Kierowca          | Konstruktor               | Czasy w kwalifikacjach | Czasy w kwalifikacjach | Czasy w kwalifikacjach | Poz. s. |
| P                    | Nr | Kierowca          | Konstruktor               | Q1                     | Q2                     | Q3                     | Poz. s. |
| -------------------- | -- | ----------------- | ------------------------- | ---------------------- | ---------------------- | ---------------------- | ------- |
| 1                    | 44 | Lewis Hamilton    | Mercedes                  | 1:22,824               | 1:22,051               | 1:21,164               | 1       |
| 2                    | 7  | Kimi Räikkönen    | Ferrari                   | 1:23,096               | 1:22,507               | 1:21,828               | 2       |
| 3                    | 5  | Sebastian Vettel  | Ferrari                   | 1:23,348               | 1:21,944               | 1:21,838               | 3       |
| 4                    | 33 | Max Verstappen    | Red Bull Racing-TAG Heuer | 1:23,483               | 1:22,416               | 1:21,879               | 4       |
| 5                    | 3  | Daniel Ricciardo  | Red Bull Racing-TAG Heuer | 1:23,494               | 1:22,897               | 1:22,152               | 8       |
| 6                    | 20 | Kevin Magnussen   | Haas-Ferrari              | 1:23,909               | 1:23,300               | 1:23,187               | 5       |
| 7                    | 8  | Romain Grosjean   | Haas-Ferrari              | 1:23,671               | 1:23,468               | 1:23,339               | 6       |
| 8                    | 27 | Nico Hülkenberg   | Renault                   | 1:23,782               | 1:23,544               | 1:23,532               | 7       |
| 9                    | 55 | Carlos Sainz Jr.  | Renault                   | 1:23,529               | 1:23,061               | 1:23,577               | 9       |
| 10                   | 77 | Valtteri Bottas   | Mercedes                  | 1:23,686               | 1:22,089               | –                      | 15      |
| 11                   | 14 | Fernando Alonso   | McLaren-Renault           | 1:23,597               | 1:23,692               |                        | 10      |
| 12                   | 2  | Stoffel Vandoorne | McLaren-Renault           | 1:24,073               | 1:23,853               |                        | 11      |
| 13                   | 11 | Sergio Pérez      | Force India-Mercedes      | 1:24,344               | 1:24,005               |                        | 12      |
| 14                   | 18 | Lance Stroll      | Williams-Mercedes         | 1:24,464               | 1:24,230               |                        | 13      |
| 15                   | 31 | Esteban Ocon      | Force India-Mercedes      | 1:24,503               | 1:24,786               |                        | 14      |
| 16                   | 28 | Brendon Hartley   | Toro Rosso-Honda          | 1:24,532               |                        |                        | 16      |
| 17                   | 9  | Marcus Ericsson   | Sauber-Ferrari            | 1:24,556               |                        |                        | 17      |
| 18                   | 16 | Charles Leclerc   | Sauber-Ferrari            | 1:24,636               |                        |                        | 18      |
| 19                   | 35 | Siergiej Sirotkin | Williams-Mercedes         | 1:24,922               |                        |                        | 19      |
| 20                   | 10 | Pierre Gasly      | Toro Rosso-Honda          | 1:25,295               |                        |                        | 20      |
| 107% czasu: 1:28,621 |    |                   |                           |                        |                        |                        |         |
| Źródło: FIA          |    |                   |                           |                        |                        |                        |         |

Uwagi
1. ↑  Daniel Ricciardo otrzymał karę cofnięcia o 3 pozycje za niespowolnienie po ogłoszeniu czerwonej flagi w drugim treningu[6].
2. ↑  Valtteri Bottas otrzymał karę cofnięcia o 5 pozycje za nieplanowaną wymianę skrzyni biegów[7].

### Wyścig
| P                     | Nr | Kierowca          | Konstruktor               | Okr. | Czas         | Start | +/−       | Pit | Opony                              | Punkty |
| --------------------- | -- | ----------------- | ------------------------- | ---- | ------------ | ----- | --------- | --- | ---------------------------------- | ------ |
| 1                     | 5  | Sebastian Vettel  | Ferrari                   | 58   | 1:29:33,283  | 3     | 2         | 1   | Ultramiękka · Miękka               | 25     |
| 2                     | 44 | Lewis Hamilton    | Mercedes                  | 58   | +5,036       | 1     | 1         | 1   | Ultramiękka · Miękka               | 18     |
| 3                     | 7  | Kimi Räikkönen    | Ferrari                   | 58   | +6,309       | 2     | 1         | 1   | Ultramiękka · Miękka               | 15     |
| 4                     | 3  | Daniel Ricciardo  | Red Bull Racing-TAG Heuer | 58   | +7,069       | 8     | 4         | 1   | Supermiękka · Miękka               | 12     |
| 5                     | 14 | Fernando Alonso   | McLaren-Renault           | 58   | +27,886      | 10    | 5         | 1   | Ultramiękka · Miękka               | 10     |
| 6                     | 33 | Max Verstappen    | Red Bull Racing-TAG Heuer | 58   | +28,945      | 4     | 2         | 1   | Supermiękka · Miękka               | 8      |
| 7                     | 27 | Nico Hülkenberg   | Renault                   | 58   | +32,671      | 7     | Bez zmian | 1   | Ultramiękka · Miękka               | 6      |
| 8                     | 77 | Valtteri Bottas   | Mercedes                  | 58   | +34,339      | 15    | 7         | 1   | Ultramiękka · Supermiękka          | 4      |
| 9                     | 2  | Stoffel Vandoorne | McLaren-Renault           | 58   | +34,921      | 11    | 2         | 1   | Ultramiękka · Supermiękka          | 2      |
| 10                    | 55 | Carlos Sainz Jr.  | Renault                   | 58   | +45,722      | 9     | 1         | 1   | Ultramiękka · Miękka               | 1      |
| 11                    | 11 | Sergio Pérez      | Force India-Mercedes      | 58   | +46,817      | 12    | 1         | 1   | Ultramiękka · Miękka               |        |
| 12                    | 31 | Esteban Ocon      | Force India-Mercedes      | 58   | +1:00,278    | 14    | 2         | 1   | Ultramiękka · Miękka               |        |
| 13                    | 16 | Charles Leclerc   | Sauber-Ferrari            | 58   | +1:15,759    | 18    | 5         | 2   | Supermiękka · Miękka · Ultramiękka |        |
| 14                    | 18 | Lance Stroll      | Williams-Mercedes         | 58   | +1:18,288    | 13    | 1         | 2   | Supermiękka · Miękka · Ultramiękka |        |
| 15                    | 28 | Brendon Hartley   | Toro Rosso-Honda          | 57   | +1 okrążenie | 16    | 1         | 2   | Supermiękka · Miękka · Ultramiękka |        |
| NS                    | 8  | Romain Grosjean   | Haas-Ferrari              | 24   | NU (koło)    | 6     |           | 1   | Ultramiękka · Supermiękka          |        |
| NS                    | 20 | Kevin Magnussen   | Haas-Ferrari              | 22   | NU (koło)    | 5     |           | 1   | Ultramiękka · Supermiękka          |        |
| NS                    | 10 | Pierre Gasly      | Toro Rosso-Honda          | 13   | NU (silnik)  | 20    |           | 0   | Ultramiękka                        |        |
| NS                    | 9  | Marcus Ericsson   | Sauber-Ferrari            | 5    | NU (silnik)  | 17    |           | 0   | Supermiękka                        |        |
| NS                    | 35 | Siergiej Sirotkin | Williams-Mercedes         | 4    | NU (hamulce) | 19    |           | 0   | Supermiękka                        |        |
| Źródło: FIA, RaceFans |    |                   |                           |      |              |       |           |     |                                    |        |

### Najszybsze okrążenie
| Nr          | Kierowca         | Konstruktor               | Czas     | Okr. |
| ----------- | ---------------- | ------------------------- | -------- | ---- |
| 3           | Daniel Ricciardo | Red Bull Racing-TAG Heuer | 1:25,945 | 54   |
| Źródło: FIA |                  |                           |          |      |

### Prowadzenie w wyścigu
| Nr                              | Kierowca         | Konstruktor | Okrążenia | Suma |
| ------------------------------- | ---------------- | ----------- | --------- | ---- |
| 44                              | Lewis Hamilton   | Mercedes    | 1–18      | 18   |
| 5                               | Sebastian Vettel | Ferrari     | 19–58     | 40   |
| \| Wykres \| \| ------ \| \| \| |                  |             |           |      |
| Źródło: FIA                     |                  |             |           |      |
| Wykres                          |                  |             |           |      |
|                                 |                  |             |           |      |

## Klasyfikacja po wyścigu

### Kierowcy
| P                 | Kierowca          | Zgł. | Punkty | P1 | P2 | P3 | PP | NO | NS | NU |
| ----------------- | ----------------- | ---- | ------ | -- | -- | -- | -- | -- | -- | -- |
| 1                 | Sebastian Vettel  | 1    | 25     | 1  | –  | –  | –  | –  | –  | –  |
| 2                 | Lewis Hamilton    | 1    | 18     | –  | 1  | –  | 1  | –  | –  | –  |
| 3                 | Kimi Räikkönen    | 1    | 15     | –  | –  | 1  | –  | –  | –  | –  |
| 4                 | Daniel Ricciardo  | 1    | 12     | –  | –  | –  | –  | 1  | –  | –  |
| 5                 | Fernando Alonso   | 1    | 10     | –  | –  | –  | –  | –  | –  | –  |
| 6                 | Max Verstappen    | 1    | 8      | –  | –  | –  | –  | –  | –  | –  |
| 7                 | Nico Hülkenberg   | 1    | 6      | –  | –  | –  | –  | –  | –  | –  |
| 8                 | Valtteri Bottas   | 1    | 4      | –  | –  | –  | –  | –  | –  | –  |
| 9                 | Stoffel Vandoorne | 1    | 2      | –  | –  | –  | –  | –  | –  | –  |
| 10                | Carlos Sainz Jr.  | 1    | 1      | –  | –  | –  | –  | –  | –  | –  |
| 11                | Sergio Pérez      | 1    | 0      | –  | –  | –  | –  | –  | –  | –  |
| 12                | Esteban Ocon      | 1    | 0      | –  | –  | –  | –  | –  | –  | –  |
| 13                | Charles Leclerc   | 1    | 0      | –  | –  | –  | –  | –  | –  | –  |
| 14                | Lance Stroll      | 1    | 0      | –  | –  | –  | –  | –  | –  | –  |
| 15                | Brendon Hartley   | 1    | 0      | –  | –  | –  | –  | –  | –  | –  |
| Niesklasyfikowani |                   |      |        |    |    |    |    |    |    |    |
| –                 | Romain Grosjean   | 1    | –      | –  | –  | –  | –  | –  | 1  | 1  |
| –                 | Kevin Magnussen   | 1    | –      | –  | –  | –  | –  | –  | 1  | 1  |
| –                 | Pierre Gasly      | 1    | –      | –  | –  | –  | –  | –  | 1  | 1  |
| –                 | Marcus Ericsson   | 1    | –      | –  | –  | –  | –  | –  | 1  | 1  |
| –                 | Siergiej Sirotkin | 1    | –      | –  | –  | –  | –  | –  | 1  | 1  |
| Źródło: FIA       |                   |      |        |    |    |    |    |    |    |    |

### Konstruktorzy
| P                 | Konstruktor               | Zgł. | Punkty | P1 | P2 | P3 | PP | NO | NS | NU |
| ----------------- | ------------------------- | ---- | ------ | -- | -- | -- | -- | -- | -- | -- |
| 1                 | Ferrari                   | 2    | 40     | 1  | –  | 1  | –  | –  | –  | –  |
| 2                 | Mercedes                  | 2    | 22     | –  | 1  | –  | 1  | –  | –  | –  |
| 3                 | Red Bull Racing-TAG Heuer | 2    | 20     | –  | –  | –  | –  | 1  | –  | –  |
| 4                 | McLaren-Renault           | 2    | 12     | –  | –  | –  | –  | –  | –  | –  |
| 5                 | Renault                   | 2    | 7      | –  | –  | –  | –  | –  | –  | –  |
| 6                 | Force India-Mercedes      | 2    | 0      | –  | –  | –  | –  | –  | –  | –  |
| 7                 | Sauber-Ferrari            | 2    | 0      | –  | –  | –  | –  | –  | 1  | 1  |
| 8                 | Williams-Mercedes         | 2    | 0      | –  | –  | –  | –  | –  | 1  | 1  |
| 9                 | Toro Rosso-Honda          | 2    | 0      | –  | –  | –  | –  | –  | 1  | 1  |
| Niesklasyfikowani |                           |      |        |    |    |    |    |    |    |    |
| –                 | Haas-Ferrari              | 2    | –      | –  | –  | –  | –  | –  | 2  | 2  |
| Źródło: FIA       |                           |      |        |    |    |    |    |    |    |    |